# Procatedral de Santa María (Christchurch)
La Procatedral de Santa María  o simplemente Iglesia de Santa María (en inglés: Pro-Cathedral of St. Mary) es el nombre que recibe un edificio religioso que pertenece a la iglesia católica y se encuentra ubicado en la calle Manchester de ciudad de Christchurch en la isla sur de Nueva Zelanda.
El templo sigue el rito romano o latino y sirve como la sede de la diócesis de Christchurch (Dioecesis Christopolitana) que fue creada en 1887. 
La construcción del edificio actual data de 1889. Sirvió como iglesia parroquial desde su construcción hasta que obtuvo el estatus temporal de procatedral. Desde 2011 reemplaza de a la catedral del Santísimo Sacramento que se vio afectada por una serie de terremotos.
Actualmente es sede vacante. Algunas de sus oficinas administrativas fueron trasladadas temporalmente a otro estructura.